# Minnie Scarlet
Minnie Scarlet (* 4. Oktober 1993 in San Francisco Bay Area, Kalifornien) ist eine US-amerikanische Pornodarstellerin und Schauspielerin.

## Leben
Scarlet wurde am 4. Oktober 1993 im San Francisco Bay Area geboren. Sie ist vietnamesischer Abstammung. Vor ihrem 20. Geburtstag begann sie in ersten Amateur-Pornofilmen mitzuspielen und begann mit der Tätigkeit eines Cam-Girls. 2014 erhielt sie in dem vom Filmstudio The Asylum produzierten Actionfilm Asian School Girls – Rache war nie süßer! eine Filmhauptrolle. Sie stellte die Rolle der Vivian dar, die in die Fänge eines Syndikat gerät und anschließend auf Rache sinnt. In Deutschland erschien der Film unter anderen im Videoverleih. Im selben Jahr wirkte sie in einer Episode der Fernsehserie Sons of Anarchy mit.
2023 wurde Scarlet für die Urban X Awards in der Kategorie Best Female Pro Am Performer nominiert.

## Filmografie
- 2014: Asian School Girls – Rache war nie süßer! (Asian School Girls)
- 2014: Sons of Anarchy (Fernsehserie, Episode 7x07)
- 2015: Can You Keep Up? (Miniserie)
- 2016: Nasty Piece of Work
- 2021: Squat House

### Pornofilme (Auswahl)
- 2013: Cheek-Peeking Jean Shorts
- 2013: Spinner Surprise
- 2013: Sweet Little Treat
- 2014: Courtney Trouble Fan Club
- 2014: San Francisco Lesbians
- 2016: Minnie Loves Kory
- 2017: Saya Song’s Anal Initiation
- 2020: Minnie Scarlet and Jeyla Spice Suck Dick
- 2020: Minnie Scarlet Gets Real Wet
- 2020: Minnie Scarlet Takes My Big Cock
- 2021: Disciples – Lot Lizard: Minnie Scarlett
- 2022: Disciples of Desire 242969